# Eutelsat 25B/Es'hail 1
O Eutelsat 25B/Es'hail 1 (anteriormente chamado de Eurobird 2A/Es'hail 1) é um satélite de comunicação geoestacionário construído pela Space Systems/Loral (SS/L), ele está localizado na posição orbital de 25,5 graus de longitude leste e é operado pelas empresas Eutelsat e Es'hailSat. O satélite foi baseado na plataforma LS-1300 e sua vida útil estimada é de 15 anos.

## História
A Eutelsat Communications e a Es'hailSat, um spin-off da ictQATAR (representando o Estado do Catar), anunciou em julho de 2010 que a Space Systems/Loral havia escolhida para construir um satélite de alto desempenho que iria possuir e operar em conjunto na posição orbital de 25,5 graus de longitude leste em órbita geoestacionária. O satélite seria chamado de Eurobird 2A/Es'hail 1.
No dia 1 de março de 2012 a Eutelsat adotou uma nova designação para sua frota de satélites, todos os satélites do grupo assumiram o nome Eutelsat associada à sua posição orbital e uma letra que indica a ordem de chegada nessa posição, então o satélite Eurobird 2A/Es'hail 1 foi renomeado para Eutelsat 25B/Es'hail 1.

## Lançamento
O satélite foi lançado com sucesso ao espaço no dia 29 de agosto de 2013, às 22:39 UTC, por meio de um veículo Ariane 5 ECA, lançado a partir do Centro Espacial de Kourou, na Guiana Francesa, juntamente com o satélite GSAT-7. Ele tinha uma massa de lançamento de 6310 kg.

## Capacidade e cobertura
O Eutelsat 25B/Es'hail 1 é equipado com 24 transponders em banda Ku e 14 em banda Ka para prestação de serviços para o Oriente Médio, Norte da África e na Ásia Central. Além de garantir a continuidade de serviços em banda Ku ele levou recursos adicionais para a ictQATAR e a Eutelsat.